# Шармон (Долина Оазе)
Шармон (фр. Charmont) је насељено место у Француској у региону Париски регион, у департману Долина Оазе.
По подацима из 2011. године у општини је живело 27 становника, а густина насељености је износила 7,05 становника/km².

## Демографија
| 1962. | 1968. | 1975. | 1982. | 1990. | 2011. |
| ----- | ----- | ----- | ----- | ----- | ----- |
| 57    | 61    | 40    | 32    | 30    | 27    |